# Monestir de Krupa
El monestir de Krupa (en serbi: Манастир Крупа) és un monestir ortodox serbi que es troba a la Dalmàcia septentrional, a prop d'Obrovac a la vora del riu Krupa, a Croàcia.

## Ubicació i història
Es troba al vessant sud de la muntanya de Velebit, al costat del riu amb el mateix nom, no gaire lluny del poble de Krupa, a mig camí entre les ciutats d'Obrovac i Knin. És un dels tres monestirs serbis històrics a Dalmàcia, al costat dels monestirs de Krka i Dragović. És el monestir ortodox més antic de Croàcia, i la seva església està dedicada a la festa de la Dormició de la Mare de Déu. Els seus frescs i col·lecció d'icones són considerats de gran valor. Va ser construït durant el regnat del rei Milutin, el 1317. La tradició diu que la seva fundació va ser creada pels monjos que havien fugit del monestir de Krupa na Vrbasu de Bòsnia a causa de la invasió otomana.
Per primera vegada des de la fundació, va ser reconstruït durant el temps de l'emperador Dušan, el 1345. Això s'evidencia per la inscripció a la volta de l'església del monestir. Els reis serbis Milutin, el seu fill Stefan Decanski, així com el net Esteve Dušan, van emetre un monestir de donació en forma de terra per a la seva alimentació, i més tard els turcs ho van confirmar a les germanes d'Istanbul. El monestir va ser donat per la mare Angelina, una dèspota sèrbia, en algun moment del 1494.
En les guerres venecianes-turques, el monestir de Krupa va resultar molt danyat en diverses ocasions, especialment el 1502 i 1620. Al segle xx, el mateix va passar en dues ocasions: el 1941 per la Segona Guerra Mundial i el 1995 on va ser cremat durant l'Operació Tempesta durant la guerra dels Balcans; on va restar abandonat fins al 1999, any en què es va iniciar la seva reconstrucció.
La gran i fonamental reparació del monestir es va fer el 1855, amb l'ajut de Rússia, Sèrbia i Àustria. El govern austríac va condicionar la restauració exigint que les finestres del monestir es fessin d'estil gòtic.

## Tresor del monestir
El monestir de Krupa conserva valuosos testimonis espirituals i culturals, malgrat la freqüent devastació del passat. A la dècada dels seixanta del segle xx, es van descobrir frescos a l'església del monestir i els que es van fer el 1622. El mateix any, va ser alliberat pel frare del Monestir de Khilandar Georgije Mitrofanović, el mateix que va pintar el menjador de Khilandarska. A Krupa hi ha icones de l'Escola Italocretenca, obra de Jovan Apaka. També es conserva les relíquies de Sant Jerònim. També hi ha un reliquiari del monestir de Rmanj que va ser portada a Krupa durant la insurrecció bòsnia del 1875. El monestir del tresor també custodiava tres antimines: un era el patriarca de Jerusalem, Teodosi de Jerusalem, el segon el patriarca Arsenije IV Šakabenta del 1743, i el tercer el de Krupski del 1739. A l'arxiu del monestir, també es van guardar 22 fermans turcs, dels quals un és interessant per a la protecció del monestir de Krka, i va ser emès pel sultà turc Mustafa II.
Nombrosos llibres litúrgics, estris i altres objectes de valor, van ser obtinguts per al monestir l'arximandrita de Krupa, el gran viatger i el gran escriptor serbi Gerasim Zelić. En altres paraules, el monestir de Krupa va acceptar nombrosos gegants de la literatura sèrbia. Dositej Obradović hi va passar algun temps. Simo Matavulj va passar quatre anys al monestir i, segons el seu propi testimoni, va aprendre la bellesa oculta de la llengua sèrbia.
A la Dormició de Maria, més de sis mil persones es reuneixen.